# Instituto Médio Politécnico da Humpata
O Instituto Médio Politécnico da Humpata (IMPH) é uma escola técnica angolana.
Fundada em 2008 e instalada no  municipio da Humpata, província da Huíla, é uma escola de propriedade do Ministério da Educação de Angola.

## Cursos
Em 2016 a instituição dispunha de uma carteira formativa constituída pelos cursos de:
- construção civil
- energia e instalação eléctrica
- informática,
- Electrónica e telecomunicações
- energia renováveis
- gestão ambiental
- higiene e segurança no trabalho.

Os professores são de  diferentes nacionalidades, sendo em sua maioria angolanos, seguidos de portugueses, brasileiros e nativos do Congo.

### Alunos
Seus cerca de 2000 alunos vêm principalmente da cidade do Lubango alguns vem de outras partes do país. São identificados pela bata azul-clara com o logotipo da escola situado no canto superior esquerdo da bata, utilizada por eles em todas as classes.
Seus primeiros alunos forma formados em 2010, com os diplomas de construção civil e energia e instalação de electricidade.

## Atividades acadêmicas

#### Jornadas cientifico-pedagógicas
As jornadas cientifico-pedagógicas acontecem alusivas ao aniversario do IMPH, geralmente durante um fim de semana. Nestas jornadas são apresentadas palestras e workshop's realizadas pelos próprios professores e alunos, contando também com a participação de entidades governamentais e estudantes de outras escolas técnicas e superiores.

#### Batismo doscaloiros
O batismo dos caloiros é uma atividade para celebrar a chegada de novos alunos na instituição, semelhante aos trotes estudantis, muito tradicionais em algumas universidades; é feito como símbolo de que os alunos ingressaram a instituição com sucesso.

#### Feira de Ciência e Tecnologia
A Feira de Ciência e Tecnologia acontece geralmente no fim do ano letivo de cada ano, sendo aberta ao público, desde os alunos a amantes das tecnologias e ciências.